# Daydream Nation
Daydream Nation je šesté album americké rockové kapely Sonic Youth. Album bylo nahráno v létě roku 1988 a ještě téhož roku v říjnu vyšlo. V USA bylo vydáno pod vydavatelstvím Enigma Records ve Spojeném království pod labelem Blast First. Album patří k vůbec nejznámějších počinům Sonic Youth.
Na obalu alba je obraz německého malíře Gerharda Richtera z cyklu Svíce.